# Bharat Khawas
Bharat Khawas (ur. 16 kwietnia 1992) – nepalski piłkarz występujący na pozycji napastnika. Zawodnik klubu Nepal Police Club.

## Kariera klubowa
Khawas karierę rozpoczynał w 2006 roku w zespole Sankata Boys SC z Martyr's Memorial A Division League. Następnie grał w ekipie Friends Club, a w 2011 roku przeszedł do zespołu Nepal Police Club. W tym samym roku, a także w 2012 zdobył z nim mistrzostwo Nepalu.

## Kariera reprezentacyjna
W reprezentacji Nepalu Khawas zadebiutował w 2007 roku.